# Sammetsskinn
Sammetsskinn (Stereum subtomentosum) är en svampart som beskrevs av Pouzar 1964. Sammetsskinn ingår i släktet Stereum och familjen Stereaceae.  Arten är reproducerande i Sverige. Inga underarter finns listade i Catalogue of Life.

## Källor

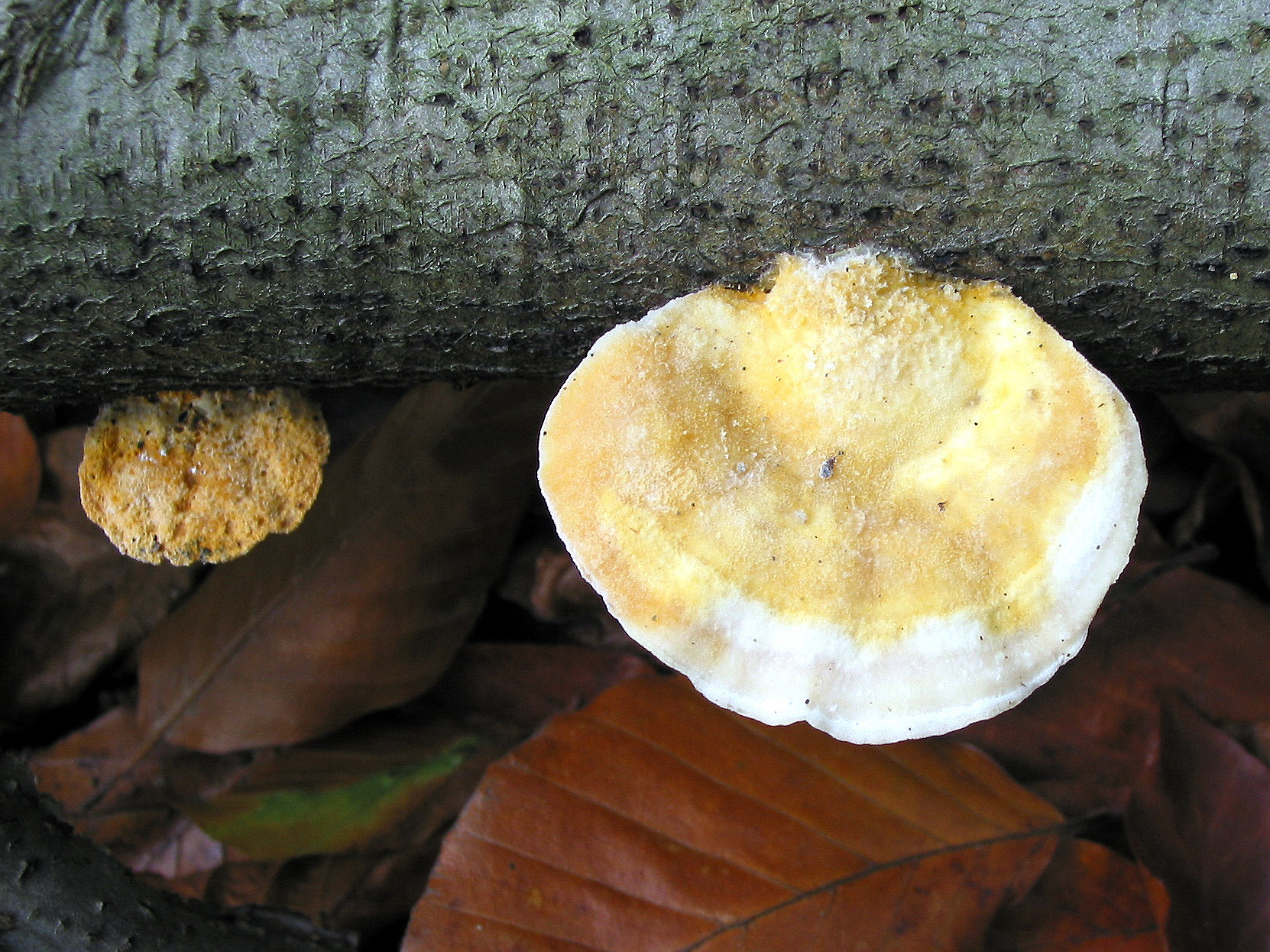
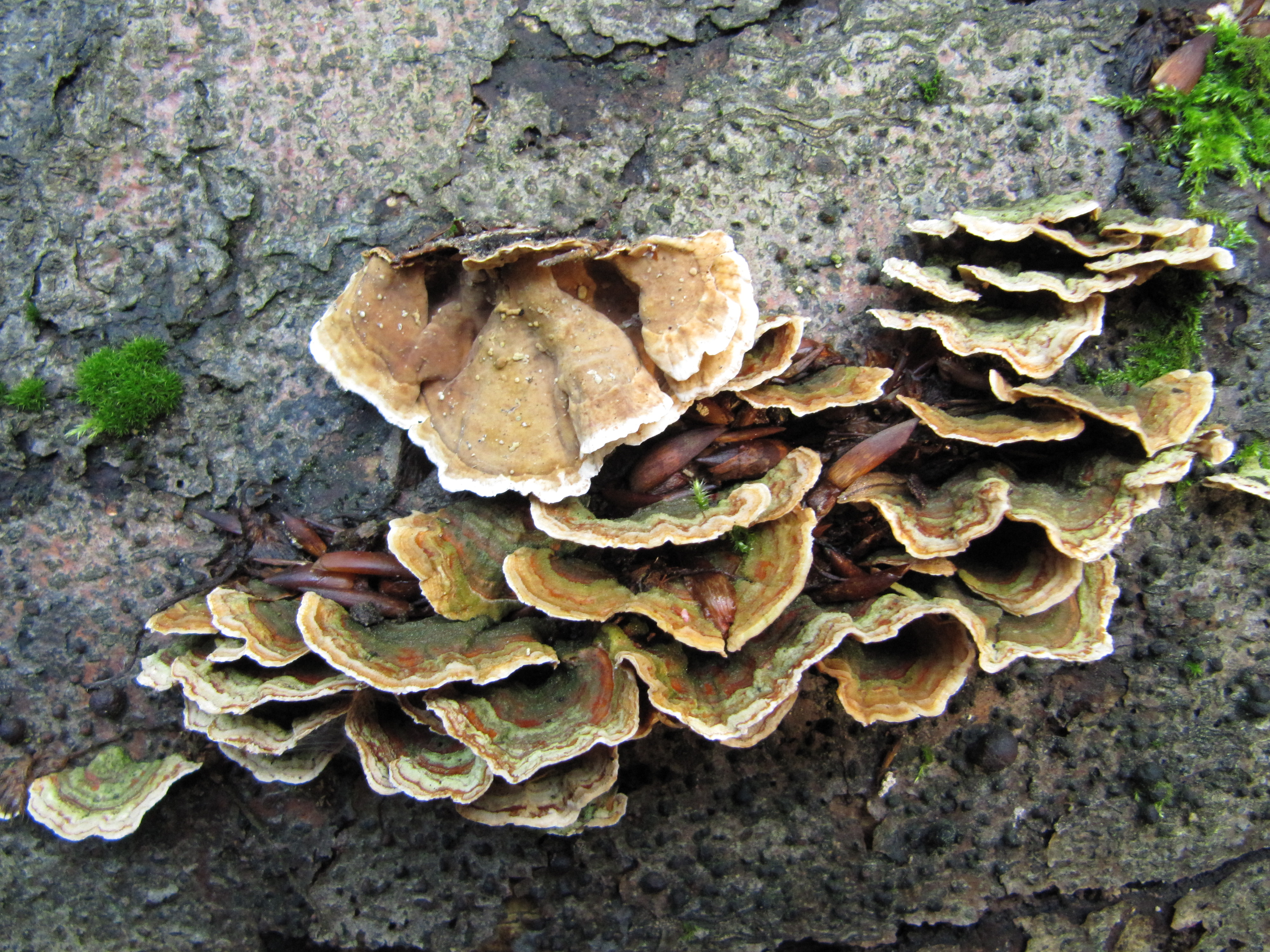
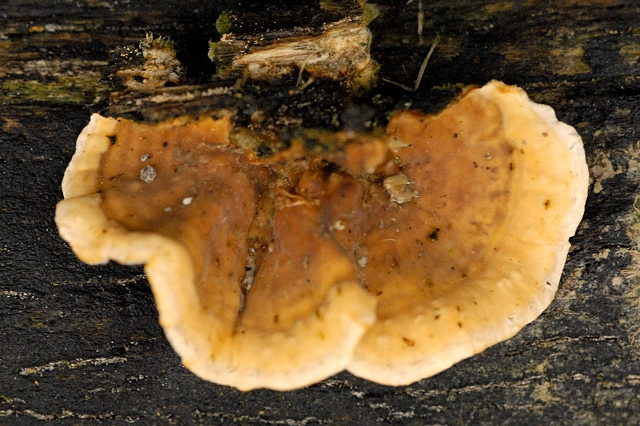